# إريك آيخمان
إريك آيخمان (بالإنجليزية: Eric Eichmann)‏ هو لاعب كرة قدم ومدرب كرة قدم أمريكي في مركز الهجوم، ولد في 7 مايو 1965 في مارغيت في الولايات المتحدة. شارك مع منتخب الولايات المتحدة لكرة القدم. أما مع النوادي، فقد لعب مع سبورتينغ كانساس سيتي وفورت لودردايل سترايكرز وفيردر بريمن.

## وصلات خارجية
- إريك آيخمان على موقع الاتحاد الدولي (مؤرشف)  (الإنجليزية)
- إريك آيخمان على موقع الدوري الأمريكي (الإنجليزية)
- إريك آيخمان على موقع قاعدة بيانات كرة القدم.إي يو (الإنجليزية)
- إريك آيخمان على موقع ناشيونال فوتبول تيمز (الإنجليزية)
- إريك آيخمان على موقع عالم كرة القدم.نت (الإنجليزية)
- إريك آيخمان على موقع أوليمبيديا (الإنجليزية)